# Conanthera
Conanthera, biljni rod iz porodice Tecophilaeaceae, dio reda Asparagales. Postoji pet priznatih vrsta (geofiti s lukovicom),  sve su endemi iz Čilea
Rod je opisan 1802.

## Vrste
1. Conanthera bifolia Ruiz & Pav.
2. Conanthera campanulata Lindl.
3. Conanthera parvula (Phil.) Muñoz-Schick
4. Conanthera trimaculata (D.Don) F.Meigen
5. Conanthera urceolata Ravenna

## Sinonimi
- Cummingia D.Don